# Haldane Island
Haldane Island ist eine Insel vor der Georg-V.-Küste im Australischen Antarktis-Territorium. Sie gehört zu den Mackellar-Inseln vor dem Kap Kap Denison in der Commonwealth-Bucht und liegt südöstlich von Greater Mackellar Island.
Teilnehmer der Australasiatischen Antarktisexpedition (1911–1914) unter der Leitung des australischen Polarforschers Douglas Mawson entdeckten sie. Benannt ist die Insel nach einem der Schlittenhunde der Forschungsreise, der zum Gespann des Expeditionsteilnehmers Belgrave Ninnis gehörte. Namensgeber des Hundes wiederum ist der britische Politiker Richard Haldane, 1. Viscount Haldane (1856–1928), britischer Kriegsminister von 1905 bis 1912.